# Minocycline
Minocycline, được bán dưới tên thương hiệu Minocin, là một loại kháng sinh tetracycline được sử dụng để điều trị một số bệnh nhiễm trùng do vi khuẩn như viêm phổi. Nó thường ít được ưa thích hơn tetracycline doxycycline. Nó cũng được sử dụng để điều trị mụn trứng cá và viêm khớp dạng thấp. Nó được uống bằng miệng.
Các tác dụng phụ thường gặp bao gồm buồn nôn, tiêu chảy, chóng mặt, dị ứng và các vấn đề về thận. Tác dụng phụ nghiêm trọng có thể bao gồm sốc phản vệ, hội chứng giống lupus và dễ bị cháy nắng. Sử dụng trong phần sau của thai kỳ có thể gây hại cho em bé và sự an toàn trong khi cho con bú là không rõ ràng. Nó hoạt động bằng cách giảm khả năng tạo ra protein của vi khuẩn do đó ngăn chặn sự phát triển của nó.
Minocycline được cấp bằng sáng chế vào năm 1961 và được đưa vào sử dụng thương mại vào năm 1971. Thuốc này có sẵn như là một loại thuốc gốc. Một tháng thuốc này cung cấp ở Vương quốc Anh tiêu tốn của NHS khoảng 14 £ vào năm 2019. Tại Hoa Kỳ, chi phí bán buôn của số thuốc này là khoảng US$ 12. Năm 2016, thuốc này là loại thuốc được kê đơn nhiều thứ 229 tại Hoa Kỳ với hơn 2 triệu đơn thuốc.

## Sử dụng trong y tế

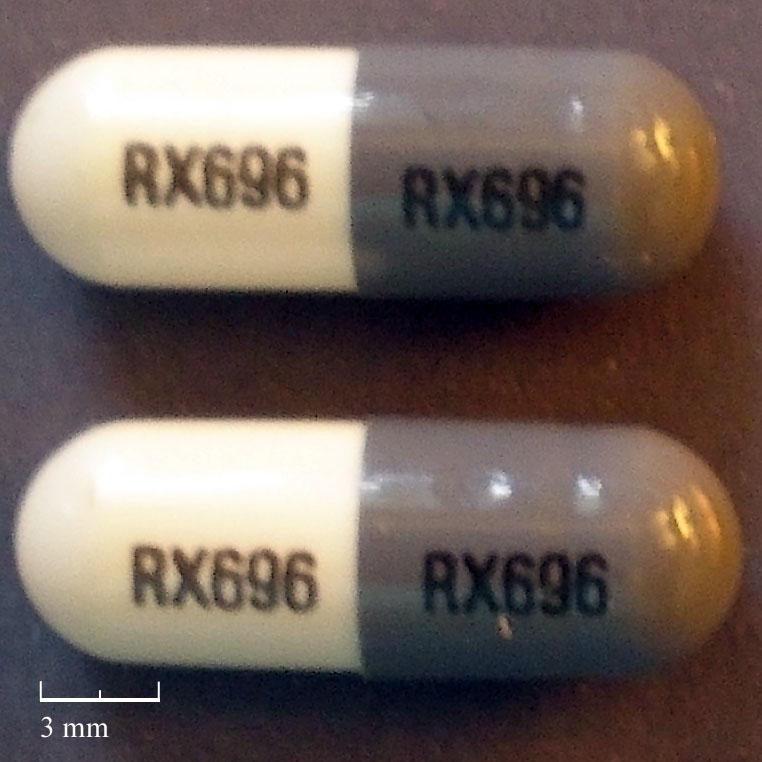
Viên nang Minocycline 100 mg được sản xuất bởi Ranbaxy Pharmaceuticals

### Mụn trứng cá
Minocycline và doxycycline thường được sử dụng để điều trị mụn trứng cá. Cả hai loại kháng sinh liên quan chặt chẽ này đều có mức độ hiệu quả tương tự nhau, mặc dù doxycycline có nguy cơ tác dụng phụ thấp hơn một chút. Trong lịch sử, minocycline là một phương pháp điều trị hiệu quả cho mụn trứng cá. Tuy nhiên, mụn trứng cá do vi khuẩn kháng kháng sinh gây ra là vấn đề đang gia tăng ở nhiều quốc gia. Ở châu Âu và Bắc Mỹ, một số người bị mụn trứng cá không còn đáp ứng tốt với điều trị bằng kháng sinh gia đình tetracycline vì các triệu chứng mụn trứng cá của họ là do vi khuẩn (chủ yếu là Cutibacterium acnes) kháng lại các kháng sinh này.

### Nhiễm trùng
Minocycline cũng được sử dụng cho các bệnh nhiễm trùng da khác như <i id="mwUA">Staphylococcus aureus kháng methicillin</i>  cũng như bệnh Lyme, vì một viên thuốc hai lần mỗi ngày liều 100 mg dễ dàng hơn nhiều so với bốn lần một ngày với bệnh nhân tetracycline hoặc oxytetracycline. Hoạt động của thuốc này chống lại bệnh Lyme được tăng cường nhờ khả năng vượt qua hàng rào máu não vượt trội của nó.